# Вітер (фільм, 1959)
«Вітер» — радянський чорно-білий художній фільм 1959 року на революційну тематику, знятий режисерами Олександром Аловим і Володимиром Наумовим. Перша роль у кіно Олександра Дем'яненка.

## Сюжет
Події розгортаються в роки громадянської війни. Робітники паровозного депо, яке знаходиться на території, зайнятій білими, посилають на перший з'їзд комсомолу в Москву трьох делегатів: Федора (Е. Бредун), Настю (Т. Логінова) і Митю (О. Дем'яненко). До Москви їхати 1500 км в основному по території, зайнятій білими. На шляху Федора заарештовують білогвардійці, однак за допомогою друзів, а також безпритульного і повії Марі (Е. Леждей) йому вдається втекти. Марі і безпритульний приєднуються до делегатів, причому Марі ціною свого життя рятує всіх інших. До Москви добираються тільки Федір та безпритульний, Митю і Настю вбивають білі. Федір виступає на з'їзді і вимовляє полум'яну промову, поклявшись у вірності партії більшовиків.

## У ролях
- Едуард Бредун — Федір, делегат з'їзду більшовицької молоді
- Тамара Логінова — Настя, делегат з'їзду більшовицької молоді
- Ельза Леждей — Марі
- Олександр Дем'яненко — Митя, делегат з'їзду більшовицької молоді
- Олексій Криченков — Окурок, безпритульний
- Іван Александров — старий більшовик
- Анатолій Ромашин — ротмістр
- М. Солошенко — наречений
- Вікторія Радунська — наречена
- Юрій Яковлєв — Леонід Закревський, білий офіцер
- Олександр Баранов — поручик
- Леонід Гайдай — Науменко, червоний командир
- Олександра Денисова — мати нареченого
- Петро Кірюткін — червоноармієць з пов'язкою на оці
- Ніна Палладіна — медсестра
- Лев Перфілов — червоний матрос на милицях в госпіталі
- Володимир Піцек — комісар
- Георгій Светлані — дідок на вокзалі і в поїзді
- Павло Шальнов — Ладошкін
- Володимир Маренков — делегат з'їзду більшовицької молоді
- Ігор Пушкарьов — Колька, поранений в битві в депо
- Ігор Бєзяєв — «Мишеня»
- Євген Бикадоров — комісар
- Олексій Зайцев — делегат з'їзду більшовицької молоді
- Леонід Марков — червоний командир
- Валентина Телегіна — мадам, власниця будинку розпусти
- Євген Кудряшов — зв'язковий червоних
- Микола Сімкин — гармоніст на весіллі
- Олександр Гумбурґ — епізод
- Юрій Назаров — делегат
- Олексій Строєв — білий офіцер
- Віктор Барков — підпоручик
- Віктор Лебедєв — Здоровенний
- Олександр Збруєв — епізод
- Віра Малолєткова — жінка з барака
- Олександр Кузнецов — епізод
- Олександр Мильников — епізод
- Михайло Семеніхін — епізод

## Знімальна група
- Режисери-постановники:  Олександр Алов,  Володимир Наумов
- Сценарій:  Олександр Алов,  Володимир Наумов
- Оператор:  Федір Добронравов
- Художник-постановник: Євген Свідєтєлєв
- Композитор:  Микола Каретников
- Звукооператор:  Ігор Майоров
- Режисер:  Юрій Шовкуненко
- Монтажер:  Єва Ладиженська
- Військовий консультант: генерал-лейтенант  Микола Осликовський
- Оркестр управління по виробництву фільмів
  - Диригент:  Арнольд Ройтман
- Директор картини:  Ігор Вакар